# Next (Sevendust)
Next è il quinto album in studio del gruppo musicale alternative metal statunitense Sevendust, pubblicato nel 2005.

## Tracce
1. Hero – 3:47
2. Ugly – 4:10
3. Pieces – 3:04
4. Silence – 3:59
5. This Life – 4:36
6. Failure – 3:45
7. See and Believe – 4:11
8. The Last Song – 3:52
9. Desertion – 3:20
10. Never – 4:03
11. Shadows In Red – 4:28

## Formazione
- Lajon Witherspoon - voce
- John Connolly - chitarra, cori
- Sonny Mayo - chitarra
- Vinnie Hornsby - basso
- Morgan Rose - batteria, cori